# Metropolia Walencji
Metropolia Walencji – metropolia Kościoła rzymskokatolickiego w Hiszpanii. Składa się z metropolitalnej archidiecezji Walencji i pięciu innych diecezji. Została ustanowiona w 1492.
Od 2014 metropolitą Walencji jest kardynał Antonio Cañizares Llovera.
W skład metropolii wchodzą:
- archidiecezja Walencji,
- diecezja Ibizy,
- diecezja Majorki,
- diecezja Minorki,
- diecezja Orihueli-Alicante,
- Diecezja Segorbe-Castellónu.